# Holokauszttagadás elleni törvények
A holokauszttagadás explicit módon megnevezve, vagy implicit módon – a náci szervezetek újraélesztését és a náci propagandát betiltó törvények részeként, vagy a népirtás tagadását általánosan tiltó törvények által – illegális Izraelben és 12 európai országban: Ausztria, Belgium, Csehország, Franciaország, Németország, Liechtenstein, Litvánia, Luxembourg, Lengyelország, Portugália, Románia, Szlovákia.
A holokauszttagadás nem büntethető az Egyesült Államokban, mivel az alkotmány első módosítása tiltja olyan törvények beiktatását, amelyek korlátozzák a sajtó- és szólásszabadságot.
Spanyolország 2007 októberében törölte el a holokauszttagadás büntethetőségét. Olaszország 2007-ben utasított el egy holokauszttagadás büntethetőségét lehetővé tevő törvényjavaslatot, amely 4 évig terjedő szabadságvesztéssel javasolta büntetni azt. Hollandia 2006-ban elutasított egy törvénytervezetet, amely 1 évig terjedő szabadságvesztést indítványozott. Ezt megelőzően az Egyesült Királyság két alkalommal utasított el a holokauszttagadás büntethetőségének bevezetését indítványozó törvényt. Dánia, Svédország és Bosznia-Hercegovina szintén elutasította a holokauszttagadás büntethetőségét.
„Valamennyi kontinentális jogrendszerű európai demokratikus ország, továbbá az angolszász jogterületen Anglia és Wales, Kanada, valamint Új-Zéland büntető törvényben tiltja meg a „faji” izgatást. Az izgatás, a gyűlöletkeltés és a véleménynyilvánítás szabadsága között a megfelelő határ megvonása azonban nemzetközileg is jelentős viták forrása.” (30/1992. (V. 26.) AB határozat Indoklás II. 3.)
Az Európai Unió rasszizmus és idegengyűlölet elleni kerethatározatában olyan ajánlást tartalmaz amely közvetve, nem nevesített módon érinti a holokauszttagadás büntethetőségét. Ez az ajánlás egytől három évig terjedő szabadságvesztéssel büntetné az elkövetőt.
Az ajánlásoknak nincs jogkövetkezménye az aláíróknak arra a kötelezettségére, amely változatlanul előírja számukra az alapvető jogok és alapvető törvényes elvek, köztük a szólásszabadság és a szabad társulásra vonatkozó jog tiszteletben tartását.
Tagállamoknak nem kell módosítaniuk az alkotmányos szabályaikat és alapelveiket, amelyek a társulás szabadságára, sajtószabadságra és a szólásszabadságra vonatkoznak.
Az Európa tanács 2003. évi Számítógépes bűnözésről szóló egyezményének kiegészítő jegyzőkönyve – amely a számítógépes rendszerek felhasználásával elkövetett rasszista és idegengyűlölő tevékenységek üldözésének kérdésével foglalkozik - a népirtások, illetve a emberiség ellenes bűncselekmények tagadását, durva lekicsinylését, helyeselését, igazolásának kísérletét nevesítő címszó alatt szintén foglalkozik a kérdéssel. Ez a jegyzőkönyv nem rendelkezik  törvényi státusszal.

## A holokauszttagadás büntethetősége országonként

### Magyarország
Magyarországon 2010. április 10. előtt a  holokauszttagadás nem volt büntethető, amíg az megmaradt a véleménynyilvánítás keretein belül és nem párosult gyűlölet szításával. Ezt az elvet a Sólyom László vezette Alkotmánybíróság  30/1992. (V.  26.) AB határozatában egyértelműsítette.
Az indoklás főbb  megállapításai
1. A  szabad véleménynyilvánításhoz  való   jog  a  véleményt annak érték-  és  igazságtartalmára  tekintet   nélkül  védi.
2. A büntetőjog axiómái közé tartozik, hogy  pusztán a gondolat nem lehet büntetőjogi felelősségre vonás alapja.
3. Az állam akkor  nyúlhat az alapjog korlátozásának eszközéhez, ha  másik   alapvető    jog   és   szabadság   védelme   vagy érvényesülése, illetve  egyéb  alkotmányos  érték védelme más módon   nem    érhető   el.
4. Az   alapjog    korlátozásának alkotmányosságához  önmagában nem  elegendő,  hogy  az  másik alapjog  vagy szabadság védelme vagy egyéb alkotmányos cél  érdekében történik, hanem szükséges, hogy megfeleljen az arányosság  követelményeinek: az elérni kívánt cél fontossága és az ennek érdekében  okozott alapjogsérelem súlya megfelelő arányban legyen  egymással.
5. A törvényhozó a  korlátozás során köteles az  adott cél  elérésére alkalmas legenyhébb  eszközt alkalmazni. Alkotmányellenes  a jog tartalmának korlátozása, ha  az  kényszerítő ok  nélkül, önkényesen történik vagy ha a korlátozás  súlya az elérni kívánt célhoz képest aránytalan.
6. Az Emberi  Jogok Európai  Bizottsága több   határozatában úgy foglalt állást,  hogy a  10. cikk  2.  pontja   értelmében  a fajgyűlölő közlések  megtiltása a szabad  véleménynyilvánítás érvényes korlátozásának tekintendő.
7. A  holokauszttagadás büntethetősége ütközik az Egyesült Nemzetek Közgyűlése  XXI. ülésszakán, 1966. december 16-án  elfogadott, az  1976.  évi  8.   törvényerejű rendelettel   kihirdetett   Polgári   és   Politikai    Jogok Egyezségokmányával, valamint Az emberi jogok európai  egyezményével.

A határozat  indoklásában megfogalmazott elvek mellett – annak kihirdetése óta – a magyar  jogásztársadalom, valamint a  politikai, kulturális és gazdasági élet  több szereplője is kiállt.
A teljes felsorolás igénye nélkül,  többek között a Társaság a Szabadságjogokért szólás- és a  gyülekezési szabadságról közzétett nyilatkozatát aláírók. Köztük Kis János és Fodor Gábor.
Európai Unió rasszizmus és idegengyűlölet elleni kerethatározatának megjelenése óta, a holokauszttagadás büntethetőségére számos – az alkotmányos jogok aránytalan sérelmével fenyegető – sikertelen és sikeres törvényhozási kísérlet történt.
Ezek fordított időrendi sorrendben az alábbiak:
- 2010. május 17-én Dr. Lázár János, Kósa Lajos, Dr. Balsai István, Dr. Rubovszky György Fidesz – Magyar Polgári Szövetség Képviselőcsoportja és a Kereszténydemokrata Néppárt Képviselőcsoportja nevében a Büntető törvénykönyvről szóló, 1978. évi  IV. törvény módosításával kapcsolatban nyújtották be az Országgyűlésnek azt a törvényjavaslatot, amely a nemzeti szocialista és kommunista rendszerek bűnei nyilvános tagadásának büntetendővé tételére irányult. A törvényjavaslatot a T/25 számon iktatták.[8]  A törvényt az Országgyűlés június 8-án 253 igen, 61 nem szavazattal és 45 tartózkodás mellett fogadta el.

„ 1978. évi  IV. törvény 269/C (2010. június 8.)
„Aki nagy nyilvánosság előtt a nemzeti szocialista és kommunista rendszerek által
elkövetett népirtás és más, emberiség elleni cselekmények tényét tagadja, kétségbe vonja vagy
jelentéktelen színben tünteti fel, büntettet követ el, és három évig terjedő szabadságvesztéssel
büntetendő.”
”

A Fidesz – Magyar Polgári Szövetség Képviselőcsoportja és a Kereszténydemokrata Néppárt Képviselőcsoportja nevében benyújtott és megszavazott törvénycikkely módosítása, életben tartása – politikai hovatartozástól függően, illetve attól függetlenül – sokakban váltott ki ellenérzést. A TASZ még a törvény elfogadása előtt indítványozta a törvényjavaslat elvetését. A szervezet álláspontja szerint az új javasolt törvényi tényállás nem illeszkedik az alapjogi rendszerhez és nem felel meg a büntetőjog dogmatikai felépítésének. A szervezet a törvény elfogadása után az Alkotmánybírósághoz fordult alkotmányellenesség utólagos megállapítására érdekében.
- 2010. január 27-én Mesterházy Attila (MSZP) holokauszttagadással kapcsolatos törvényjavaslatot nyújtott be az Országgyűlésnek Büntető  törvénykönyvről szóló, 1978. évi  IV. törvény módosításával kapcsolatban, amelyet T/11705 számon  iktattak. A törvényt az Országgyűlés február 22-én – a Fidesz frakció tartózkodása mellett – megszavazta. A szavazás után a Köztársasági Elnöki Hivatal jelezte, hogy Sólyom László a törvénymódosítás aláírását megfontolás tárgyává teszi és a döntésre 15 napja van. Az államfő 2007-ben már kivívta zsidó szervezetek haragját azzal, hogy nem írta alá a 2007. április  16-án Arató Gergely, Bárándy Gergely, Avarkeszi Dezső, Csákabonyi  Balázs, Suchman Tamás és Szabó Zoltán szocialista képviselők által  benyújtott törvényjavaslatot.A megfontolásra rendelkezésre álló 15 nap alatt is igen heves támadások érték az államfőt. A leghírhedtebb Domán István főrabbi támadása volt, aki annak a véleményének adott hangot, hogy az államfő alkalmatlan a hivatalára, ha nem írja alá a törvényt. A megfontolásra rendelkezésre álló 15 nap lejártával az államfő aláírta a holokauszttagadást büntető törvényt.[11] A törvény államfői ellenjegyzését és annak indoklását a politikai pártok egy része, valamint a Társaság a Szabadságjogokért nagy megrökönyödéssel fogadta.[12]

„ 1978. évi  IV. törvény 269/C § (2010. április 10) 
„Aki nagy nyilvánosság előtt a holokauszt áldozatának méltóságát azáltal sérti, hogy a holokauszt tényét tagadja, kétségbe vonja vagy jelentéktelen színben tünteti fel, bűntettet követ el, és három évig terjedő szabadságvesztéssel büntetendő.”
”

#### Korábbi sikertelen kísérletek
- T/9861. számú  törvényjavaslat. A 2009. május 27-én benyújtott törvényjavaslat a Büntetőtörvénykönyvben új tényállás megalkotására tesz javaslatot, a „Holokauszt tagadása” címmel.[13]

„ A törvényjavaslatban szereplő 1978. évi  IV. törvény 269/C. §  
269/C. § (1) Aki mások előtt
a) a holokauszt történelmi tényét, pusztítását vagy az áldozatok nagyságrendjét kétségbe vonja vagy tagadja,
vagy
b) a holokauszt áldozatait e minőségükben becsmérli, vagy
c) a holokauszt elkövetőit dicsőíti vagy tetteiket helyesli, vagy
d) a holokauszt megismétlésére felhív,
bűntett miatt három évig terjedő szabadságvesztéssel büntetendő.
(2) A büntetés öt évig terjedő szabadságvesztés, ha az (1) bekezdésben írt bűncselekmény elkövetésére nagy nyilvánosság előtt került sor, vagy az erőszakos cselekményhez vagy a köznyugalom súlyos megzavarásához vezetett.
”

- A  T/2785. számon a Büntető  törvénykönyvről szóló, 1978. évi IV. törvény módosításáról 2007. április  16-án Arató Gergely, Bárándy Gergely,[14] Avarkeszi Dezső, Csákabonyi Balázs, Suchman Tamás és Szabó Zoltán szocialista képviselők nyújtottak be törvényjavaslatot.

### Ausztria
Ausztriában a Verbotsgesetz 1947 szolgált náci szervezetek felszámolására, illetve újraalapításuk megakadályozásra. 1992-ben módosították a holokauszttagadás büntethetőségével összefüggésben.

„Artikel I: Verbot der NSDAP. (1947, módosítva: 1992)

§ 3g. Az aki a  3a – 3f paragrafusokban meghatározottól eltérő módon a nemzetiszocialista szellemiség felélesztésén dolgozik  egytől tíz évig terjedő szabadságvesztéssel, illetve  a tettes vagy a tett különös veszélyessége esetén húsz évig terjedő szabadságvesztéssel büntetik.

§ 3h. A 3g paragrafus szerint büntetik azt, aki nyomtatott formában, műsorszóró vagy más médiumban illetve más nyilvános módon, úgy hogy az sok ember számára elérhető legyen, a nemzetiszocialista népirtást vagy más nemzetiszocialista, az emberiség ellen elkövetett bűnt tagad, durván lekicsinyel, helyesel vagy igazolni próbál.”

### Belgium
A holokauszttagadást 1995 óta büntetik Belgiumban.

„Negationism Law (1995, módosítva: 1999)
1. cikkely: Bárki, aki a büntető törvénykönyv 444. paragrafusában meghatározott körülmények között tagadja, durván lekicsinyli, igazolni igyekszik, vagy elfogadja, a német nemzetiszocialista rezsim által a II. világháború alatt elkövetett népirtást 9 naptól 1 évig terjedő börtönnel és 26 franktól ötezer frankig terjedő pénzbüntetéssel büntetik. Az előzőek alkalmazásakor a népirtás alatt az 1948. december 8-i Nemzetközi egyezmény 2. paragrafusában leírtakat kell érteni. Bűnismétlés esetén, a bűnelkövető közügyektől való eltiltása (polgári jogok felfüggesztése) is kiszabható a büntető törvénykönyv 33. cikkelye alapján.
2. cikkely: Abban az ítéletben amely ezen törvény megsértésére alapul, elrendelhető a döntésnek részbeni vagy teljes közzététele egy adott újságban, és azt , hogy a megjelentetés az elítélt fél költségére történjen.
3. cikkely: A Büntető Törvénykönyv Első Könyvének VII. Fejezete, valamint a ugyanennek a törvénynek  85. cikkelye szintén vonatkozik erre a törvényre.
4. cikkely: a Egyenlő Esélyek és Rasszizmus elleni Ellenállás Központja, valamint bármely más szervezet amely a tényállások idején legalább öt éve jogi személyként létezett, és amelynek – az alapszabálya alapján –, célja az ellenállásban résztvevők és deportáltak morális érdekeinek valamint becsületének megvédése, sértettként megjelenhet minden jogi disputában amely e törvény alkalmazásából ered.”

#### Jogvesztés
A belga büntető törvénykönyv 31-33 paragrafusai az esettől függően lehetővé teszik, illetve megkövetelik, hogy a közügyektől eltiltsák azokat akik a bírósági eljárás során bizonyos törvénysértésekben bűnösnek találnak.
Azokat a személyeket, akiket a bíróság bűnösnek talál egy bíró megvesztegetésével, életfogytiglan elvesztik a közügyekben való részvételhez kapcsolódó jogaikat.
Más vesztegetési ügyekben a bíróságnak megvan a mozgástere az elítélt 31. paragrafusban felsorolt jogainak részleges vagy teljes, határozott időre történő felfüggesztésére.

#### Egyéb jogszabályok
Az európai tagállamok kiadatási egyezményének European Arrest Warant belgiumi alkalmazása

### Bosznia-Hercegovina
2007 májusában Ekrem Ajanovic bosnyák parlamenti képviselő a Bosnyák Parlamentben az emberiség elleni bűncselekmények, a népirtás és holokauszt tagadásának büntethetőségét javasolta. Ez volt az első alkalom, hogy valaki Bosznia-Hercegovina törvényhozásában ilyen jellegű törvényt javasolt.
Ezt követően, május 6-án bosnyák parlamenti képviselők: Adem Huskic, Ekrem Ajanovic és Remzija Kadric a bosnyák büntető törvénykönyvnek a már említett céllal történő megváltoztatását javasolták.
Május 13-án Bosznia-Hercegovina bosnyák parlamenti képviselői ismételten egy ilyen törvény beiktatása ellen szavaztak, mivel az a véleményük szerint – Lazar Prodanovic képviselő (SNSD) megfogalmazásában – „széthúzást, sőt ellenségeskedést okozna”.
Bosznia-Hercegovina bosnyák parlamenti képviselői, akik  ellene szavaztak a javaslatnak:
Milorad Zivkovic,
Slavko-Slavuj Jovicic,
Milica Markovic,
Drago Kalabic,
Lazar Prodanovic,
Zeljko Kuzmanovic,
Momcilo Novakovic,
Savo Eric,
Mirko Okolic,
Hadzi Jovan Mitrovic,
Branko Dokic.

### Csehország
A holokauszttagadás a kommunista rezsimek által elkövetett atrocitásokkal együtt illegális Csehországban.

„Törvény az emberi jogokat és szabadságjogokat elnyomó mozgalmak támogatása és terjesztése ellen (2001)
§ 260 (1) Az a személy aki olyan mozgalmakat támogat vagy terjeszt, amely az emberi jogok és szabadságjogok elnyomására, nemzeti, faji, vallási vagy osztály gyűlöletet vagy más embercsoport ellen gyűlöletet nyilvánít ki, egytől öt évig terjedő szabadságvesztéssel büntetendő.
(2) Az elkövető háromtól nyolc évig terjedő szabadságvesztéssel büntetendő ha:
a) az (1) paragrafusban említett cselekményt nyomtatásban, film, rádió, televízió, vagy más hasonlóan hatásos módon.
b) az aki szervezet csoport tagjaként követi el a büntettet
c) az aki országos vészhelyzet, vagy háborús helyzet idején követi el
§ 261 Az a személy aki nyilvánosan fejezi ki szimpátiáját a 260. §-ban megjelölt mozgalommal, 6 hónaptól 3 évig terjedő szabadságvesztéssel büntetendő.
§ 261a Az a személy aki nyilvánosan tagadja, teszi kétségessé, elfogadja vagy igazolni próbálja a náci és kommunista népirtást, vagy más nácik vagy kommunisták által elkövetett bűnöket, 6 hónaptól 3 évig terjedő szabadságvesztéssel büntetendő..”

### Franciaország
Franciaországban, az 1990. július 13-án megszavazott Gayssot-törvény teszi illegálissá a Londoni Charta, 1945 által meghatározott emberiség ellenes bűncselekmények megkérdőjelezését.
A Londoni Charta határozta meg azokat a törvényeket és eljárásokat amelyek alapján a Náci vezetőket a Nemzetközi Katonai Bíróság Nürnbergben (1945-46) elítélte. Amikor Robert Faurisson kifogással élt a törvénnyel szemben, a Human Rights Committee támogatta azt, mint az antiszemitizmus elleni ellenállás eszközét .

„ 90-615 számú törvény a rasszista, antiszemita és idegengyűlölő cselekmények elfojtására (1990)
Törvény a sajtószabadságról (1881. július 19) módosításai
Törvény a sajtószabadságról (1881. július 19) 8.–24. cikkelye az alábbi rendelkezésekkel lett kiegészítve:
Olyan döntése esetén, amely egy az előző paragrafus által felvázolt tényekkel kapcsolatos, a bíróság elrendelhet továbbá:
Kivéve ha a szabálytalanság szerzőjének a felelőssége e törvény 42. cikkelye és a 43. cikkely első al-paragrafusa, vagy a 82-652 számú (1982,július 29) törvény 93-3 cikkelyének az audió-vizuális kommunikációról szóló első három al-paragrafusa alapján fenntartott(?), a büntetőtörvénykönyv 2 és 3 pontjaiban felsorolt közügyektől való eltiltást és öt évig terjedő szabadságvesztést.
Art 9. – Kiegészítés a sajtószabadságról szóló törvény (1881. július 29.) a 24. cikkelyéhez:
„Art. 24 (a). – …azok akik vitatják a létezését egy vagy több emberiség elleni bűncselekménynek, ahogyan azt a Nemzetközi Katonai Bíróság 1945. augusztus 8-i londoni megállapodáshoz csatolt alapokmányának 6. cikkelye meghatározta, és amely cselekményt akár valamely a már megnevezett 9 cikkely által által üldözendő szervezet tagjaként vittek végbe, akár személyesen találtattak a francia vagy a nemzetközi igazságszolgáltatás által bűnösnek ezen bűncselekményekben egy hónaptól egy évig terjedő szabadságvesztéssel vagy pénzbírsággal büntetendők.”
13. cikkely – Törvény a sajtószabadságról (1881, július 19) 48-1 cikkelye után beillesztett 48-2 cikkely:
„48-2. - Egytől öt évig terjedő szabadságvesztéssel vagy pénzbírsággal büntetendő az a publikáció vagy a nyilvánosan kifejtett vélemény mely arra bátorítja azokat, akikhez címezték, hogy elfogadjanak egy vagy több emberiség ellenes bűncselekményre vonatkozó kedvező morális megítélést és amely ezen bűncselekményeknek (a kollaborálást beleértve) vagy ezek elkövetőinek igazolására irányul,”

### Németország

#### § 130 Gyűlöletkeltés
Németországban, az izgatás  a Német büntetőtörvénykönyv egy koncepciója, amely tiltja a gyűlöletkeltést a lakosság egy része vagy egésze iránt. Németországban a gyűlöletkeltés gyakran tárgya (bár nem kizárólagosan) a holokauszttagadással kapcsolatos vádindítványoknak. Ezen felül, a Strafgesetzbuch § 86a törvényen kívül helyez némely alkotmányellenes szervezethez kapcsolódó jelképet, úgy mint a szvasztika és az SS rúnák.

„§ 130  Gyűlöletkeltés (1985, módosítva 1992, 2002, 2005)
(1) Az, aki a közrend megzavarására alkalmas módon
1. gyűlöletre bujt a népesség tagjai ellen vagy velük szemben erőszakra, önkényeskedésre hív fel, vagy
2. mások emberi méltóságát oly módon támadja, hogy a népesség tagjait szidja vagy rosszindulatúan becsmérli, rágalmazza, három hónaptól öt évig terjedő elzárással büntetendő.
(2) Három évig terjedő szabadságvesztéssel vagy pénzbüntetéssel büntetendő az,
1. aki olyan írásokat, amelyek gyűlöletre bujtanak a népesség része vagy egésze, nemzetiség, emberfajta, vallás vagy nemzeti karakter meghatározta csoport ellen, illetve ellenük erőszakra, önkényeskedésre hív fel, vagy mások emberi méltóságát oly módon támadja, hogy a népesség tagjait vagy egy már említett csoportot szidja vagy rosszindulatúan becsmérli, rágalmazza,
a. terjeszt,
b. nyilvánosan kiállít,  közzétesz, bemutat vagy egyéb módon hozzáférhetővé tesz.
c. 18 év alatti személy számára felkínál, átad, vagy hozzáférhetővé tesz,
d. előállít, szállít, beszerez, raktáron tart, felkínál, hirdet, feldicsér, importálni vagy exportálni kezd azért, hogy azokat vagy azokból kinyert részeket az a-c pontokban leírtak értelmében használjon, illetve egy más hasonló felhasználást lehetővé tegyen, vagy
2. Az 1. pontban megjelölt tartalmak bemutatása műsorszórással, média- vagy távközlési szolgáltatásokon keresztül.
(3) Öt évig terjedő szabadságvesztéssel vagy pénzbüntetéssel büntetendő az aki valamely a nemzetiszocializmus uralma alatt megtörtént, a nemzetközi büntetőtörvénykönyv (Völkerstrafgesetzbuch)  6. 1. (népirtásra vonatkozó) bekezdésében megjelölt cselekményt nyilvánosan vagy összejövetelen helyesel, tagad vagy kisebbít, oly módon, hogy az alkalmas a közrend megzavarására.
(4) Három évig terjedő szabadságvesztéssel vagy pénzbüntetéssel büntetendő az aki nyilvánosan vagy összejövetelen a köznyugalmat az áldozatok méltóságát sértő módon azáltal zavarja, hogy a nemzeti-szocialista diktatúrát és önkényuralmat helyesli, dicsőíti, vagy igazolni igyekszik.(…)”

A fentebb hivatkozott § 130 (3) bekezdésben hivatkozott Völkerstrafgesetzbuch 6 paragrafusának 1. bekezdése:

„§ 6 Népirtás
(1) Bárki aki kifejezetten azzal a céllal, hogy megsemmisítsen részben vagy egészben egy nemzethez, rasszhoz , vallási vagy nemzetiségi közösséghez tartozó csoportot:
1. a csoport egy tagját megöli,
2. neki komoly testi vagy lelki sérülést - különösen ha a német Büntetőtörvénykönyv  226 paragrafusában (súlyos testi sértés) meghatározott módon - okoz,
3. a csoportot olyan életkörülmények közé helyezi, amely alkalmas annak részleges vagy teljes fizikai megsemmisítésére.
4. olyan lépéseket tesz, amelynek célja a csoporton belüli születés hátráltatása,
5. egy csoport gyermekét egy másik csoporthoz erőhatalommal áthelyezi, életfogytig tartó szabadságvesztéssel büntetendő. (...)”

#### Egyéb fontos jogszabályok
A Német Büntető törvénykönyv (Strafgesetzbuch) alábbi paragrafusai szintén relevánsak:

„§ 189 Elhunyt személy emlékének meggyalázása (1985, módosítva: 1992)
Aki elhunyt személy emlékét meggyalázza két évig terjedő szabadságvesztéssel vagy pénzbüntetéssel büntetendő.”

„§ 194 Strafantrag (Vádindítvány)
(1) A becsületsértés csak kérésre üldözendő. Ha a cselekmény terjesztés vagy valamilyen, a (Strafgesetzbuch 11. § 3. bekezdése) szerinti írott/rögzített anyag nyilvánosan hozzáférhetővé tétele,  összejövetel vagy műsorszórás útján lett elkövetve, úgy a kérelem nem szükséges, ha a sértettet a nemzetiszocialista vagy más diktatórikus és önkényuralmi kormányzat által üldözött csoport tagja, (ugyanakkor) ez a csoport a lakosság egy szegmensét alkotja és a becsületsértés a már említett üldözéssel függ össze.Mindazonáltal, a tett nem üldözhető hivatalból, ha a sértett személy ennek ellentmond (ez ellen tiltakozik). Az ellentmondó (tiltakozó) nyilatkozat nem vonható vissza. Ha a sértett személy meghal, a kérelmezési jog és az ellentmondásjog a Strafgesetzbuch 77. §  2. bekezdésében megnevezett hozzátartozókra száll.
(2) Ha egy halott emlékét meggyalázzák, úgy a kérelmezés jogával a 77. § 2. bekezdésben megnevezett hozzátartozók vannak felruházva. Ha a cselekmény terjesztés vagy valamilyen, a (Strafgesetzbuch 11. § 3. bekezdése) szerinti írott/rögzített anyag nyilvánosan hozzáférhetővé tétele, összejövetel vagy műsorszórás útján lett elkövetve, úgy a kérelem nem szükséges, ha a sértett életét a nemzetiszocialista vagy más diktatórikus és önkényuralmi kormányzat áldozataként vesztette el és a halottgyalázás ezzel összefügg. Mindazonáltal, a tett nem üldözhető hivatalból, ha a kérelmezésre jogosult ennek ellentmond (ez ellen tiltakozik). Az ellentmondó (tiltakozó) nyilatkozat nem vonható vissza.
(…)”

### Izrael
Izraelben 1986. július 8. óta van törvény a holokauszttagadás büntethetőségére.

### Liechtenstein
Liechtenstein büntető törvénykönyve 283. paragrafusa általában büntetni rendeli a népirtás tagadását.

„§ 283 Faji diszkrimináció
Bárki aki nyilvánosan tagad, durván trivializál, vagy igazolni próbál népirtást vagy más emberiség ellenes bűncselekményt  szóban, írásban, képekkel, elektronikus átviteli jelekkel, gesztusokkal, erőszakos tettekkel vagy más módon, az két évig terjedő szabadságvesztéssel büntetendő.”

### Luxemburg
Luxemburgban a büntető törvénykönyv  457-3 cikkelye (1997. július 19.) más népirtások tagadásával együtt helyezi törvényen kívül a zsidó holokausztnak a tagadását . A büntetés 8 naptól 6 hónapig terjedő szabadságvesztés vagy pénzbüntetés.. A negácionizmus és revizionizmus kihágása vonatkozik:

„… bárkire, aki kétségbe vontja, kisebbíti, igazolja vagy tagadja a nemzetközi katonai bíróságnak az 1945. augusztus 8-i törvényeiben meghatározott háborús bűncselekményeket vagy emberiség ellenes bűncselekményeket vagy valamely népirtás létezését az 1985. augusztus 8-i törvény alapján meghatározott módon.
A panaszt annak a személynek kell benyújtania az eljárás megindítására, aki ellen a kihágás elkövetve lett (áldozat vagy társaság), Article 450 of the Criminal Code, Act of 19 July 1997.”

### Hollandia
A holokauszttagadás nem bűncselekmény Hollandiában. A holland ügyészség szerint, offenzív megjegyzések csak akkor büntethetőek a holland törvények szerint, ha azok megfelelnek a valamely csoport elleni diszkrimináció ismérvének. A holland büntetőtörvénykönyv idevágó részletei:

„Article 137c
1. Az aki nyilvánosan, szóban, írásban vagy képi formában, akarattal megsért valamely embercsoportot azok származása, vallása vagy hite, hetero- vagy homoszexuális orientációja miatt egy évig terjedő szabadságvesztéssel, vagy harmadik kategóriájú pénzbírsággal büntetendő. [...]”

„Article 137d
1. Az aki nyilvánosan, szóban, írásban vagy képi formában, gyűlöletet vagy diszkriminációra hív fel emberek vagy erőszakos cselekményeket követ el emberek vagy azok tulajdona ellen, azok származása, vallása vagy hite, hetero- vagy homoszexuális orientációja miatt egy évig terjedő szabadságvesztéssel, vagy harmadik kategóriájú pénzbírsággal büntetendő. [...]”

### Lengyelország
Lengyelországban a nemzetiszocialista, a kommunista, valamint a béke és emberiség elleni háborús bűnök tagadása büntetendő.

„18. Törvény (december 1998) Nemzeti Emlékezet Intézete (lengyelül: Instytut Pamięci Narodowej — Komisja Ścigania Zbrodni przeciwko Narodowi Polskiemu; IPN)  (Dz.U. 1998 nr 155 poz. 1016)
55 cikkely

Aki nyilvánosan a tényeknek nem megfelelően tagadja az 1. cikkely 1. alfejezetében megjelölt bűnöket, az pénzbírsággal vagy 3 évig terjedő szabadságvesztéssel büntetendő. A döntést megismertetik a nyilvánossággal.
1 cikkely

Ez a törvény szabályozza:

1. nemzetbiztonsági szolgálatok szervei 1944. július 22. és 1989. december 31. között keletkezett és gyűjtött, valamint a Harmadik Birodalom és a Szovjetunió titkosszolgálati szerveinek a következő bekezdésbe felsoroltakra vonatkozó dokumentumainak regisztrálását, gyűjtését, elérését, kezelését és használatát :

a) lengyel nemzetiségű, valamint lengyel állampolgárságú más etnikumhoz tartozó személyek, nemzetiségek ellen 1939. szeptember 1. és 1989. december 31. között elkövetett bűncselekmények:
- náci bűnök,
- kommunista bűnök,
- más bűnök, köztük a béke, az emberiség elleni, vagy háborús bűnök
b) más politikailag motivált elnyomó intézkedések amelyeket a lengyel bűnüldöző szervek vagy igazságszolgáltatás vagy a felhatalmazásuk alapján eljáró személyek követtek el (...)
”

### Portugália
A holokauszttagadás mint megnevezett kihágás nem büntethető. A Portugália a gyűlöletre izgatást, faji, vallási, szexuális diszkriminációt bünteti.

„240. Cikkely : Faji, vallási, szexuális diszkrimináció
[…]
2 – Bárki aki nyilvános összejövetelen, nyilvános terjesztésre szánt írásban, vagy bármely médián keresztül:
a) erőszakra buzdít egy személy vagy személyek csoportja ellen, azok színe, faji,  nemzetiségi vagy nemzeti hovatartozása vagy vallása, vagy
b) egy személy vagy személyek csoportjának becsmérlése vagy rágalmazása, azok szine, faji,  nemzetiségi vagy nemzeti hovatartozása vagy vallása, kiváltképp háborús-, emberiség ellenes, béke elleni  bűnök tagadásán keresztül
azzal a céllal, hogy faji vagy vallási diszkriminációt gerjesszen vagy bátorítson, 6 hónaptól 5 évig terjedő elzárással büntetendő.
.”

### Románia
Romániába a Szükségállapot rendelet (No. 31 ,  2002. március 13.) tiltja a holokauszttagadást. A rendelet 2006. május 26-án lett ratifikálva. A törvény tiltja a rasszista, fasiszta, idegengyűlölő szimbólumokat, egyenruhákat és magatartásformákat: ezek terjesztése 6 hónaptól 5 évig terjedő szabadságvesztéssel büntetendő.

„Szükségállapot rendelet (No. 31 ,  2002. március 13.)
[…]
3. cikkely – (1) Fasiszta, rasszista vagy idegengyűlölő szervezet alapítása 5-től 15 évig terjedő szabadságvesztéssel és bizonyos jogvesztéssel büntetendő.
[…]
4. cikkely – (1) Fasiszta, rasszista vagy idegengyűlölő szimbólumok terjesztése, árusítása vagy előállítása és birtoklása 6 hónaptól 5 évig terjedő szabadságvesztéssel és bizonyos jogok elvesztésével büntetendő.
[…]
5. cikkely - Azok akik olyan személyeknek a kultusza érdekében, akik béke vagy emberiség ellenes bűntetteket vagy  fasiszta, rasszista, xenofób ideológiát terjesztenek, propagandát fejtenek ki bármely eszközzel, nyilvánosan,  3 hónaptól 3 évig terjedő börtönnel és bizonyos jogok gyakorlásától való eltiltással büntetendők.
6. cikkely - A holokauszt és annak hatásának nyilvános tagadása bűncselekménynek tekintendő és 6 hónaptól 5 évig terjedő börtönbüntetéssel és bizonyos jogok gyakorlásától való eltiltással büntetendő..”

### Spanyolország
A népirtás tagadása illegális volt Spanyolországban egészen addig amíg a spanyol Alkotmánybíróság a  2007. november 7-i döntésével a „tagad vagy” szavakat alkotmányellenesnek találta a törvényben. Ennek következtében a holokauszttagadás legális Spanyolországban, mindazonáltal bármely  népirtás igazolása szabadságvesztéssel büntetendő kihágás az alkotmánynak megfelelően.

„Büntetőtörvénykönyv - II. Kötet, XXIV A nemzetközi közösség elleni bűncselekmények

 II. fejezet: Népirtás bűncselekmények -  607  cikkely
1. Azok, akik azzal a céllal, hogy teljesen vagy részlegesen megsemmisítsenek egy nemzeti, nemzetiségi, faji vagy vallási csoportot, elkövetik a következő cselekményeket, büntetve lesznek:
1) 15 évtől 20 évig terjedő szabadságvesztéssel, ha a halálát okozták a tagjaik közül néhánynak.
Ha a tényéllásban két vagy több súlyosbító körülmény játszott közre, a magasabb fokú büntetés érvényesül.
2) 15 évtől 20 évig terjedő szabadságvesztéssel, ha szexuális erőszakot követtek el a csoport néhány tagja ellen vagy néhány olyan sérelmet okoztak amelyeket a 149. cikkely megelőzni kíván.
3) 9 évtől 15 évig terjedő szabadságvesztéssel, ha a csoportot vagy annak bármely tagját olyan létfeltételeknek vetettek alá, amik az életüket veszélyeztetik vagy súlyosan zavarja az egészségüket, vagy abban az esetben, ha a 150. cikkelyben felsorolt sérelmek valamelyikét okozták.
4) Ugyanazzal a büntetéssel, ha a csoport vagy tagjainak [elkerülhetetlen] elmozdítását hajtották végre, bármely olyan intézkedést alkalmaztak amely arra irányult, hogy megakadályozza életformájukat vagy reprodukciójukat, vagy személyeket az egyik csoportból a másik csoportba helyeztek át erővel.
5) 4 évtől 9 évig terjedő szabadságvesztéssel, ha olyan sérelmeket okoztak amelyek különböznek azoktól, amelyek ugyanezen cikkely a 2) és a 3) pontja jelölt.
2. Olyan ideológiák vagy doktrínák bármely eszközzel történő terjesztése, amelyek tagadják vagy igazolják ugyanezen cikkely előző pontjában szereplő bűncselekményeket, vagy megkísérlik olyan rezsimek vagy intézmények rehabilitációját, amelyek efféle cselekmények számára védelmet nyújtanak, egytől két évig terjedő szabadságvesztéssel büntetendők.”

### Svédország
A holokauszttagadás nem feltétlenül illegális. A gyűlöletbeszédnek minden formája tiltott.

### Svájc
A holokauszttagadás önmagában nem büntethető Svájcban, de a népirtás illetve egyéb emberiség ellenes bűnök tagadása börtönnel vagy pénzbírsággal büntetendő ha ez együtt jár valamely személy, vagy személyek csoportja elleni gyűlölet keltéssel, diszkriminációval.

„Art. 261bis 1 érvényben: 1995. január 1.
Faji megkülönböztetés
Bárki aki nyilvánosan, szóban, írásban, képpel, magatartással, erőszakos cselekményekkel vagy bármely más módon, lealacsonyít vagy diszkriminál egy személyt vagy személyek csoportját, azok faji, etnikai vagy vallási hovatartozása miatt, oly módon mely aláássa az emberi méltóságot, vagy ezen okokból, tagadja, durván kisebbíteni vagy igazolni igyekszik egy népirtást vagy más emberiség elleni bűnöket […] három évig terjedő szabadságvesztéssel vagy pénzbírsággal büntetendő.”

#### Híresebb perek
Jürgen Graf holokausztrevizionista történészt és kiadóját, Gerhard Förstert 1998-ban népirtás-kisebbítéssel és vallási diszkriminációval vádolták.
Jürgen Grafot 15 havi börtönbüntetésre ítélték, és 40 ezer frank megfizetésére kötelezték.
Gerhard Förstert 12 hónap szabadságvesztésre és pénzbüntetésre ítélték, de néhány héttel a tárgyalás után elhunyt.
A védelem fellebbezett, azonban a folyamodványt elutasították.
Jürgen Graf, miután a Legfelsőbb Bíróság helybenhagyta az ítéletet, Fehéroroszországba, majd Oroszországba emigrált.